# Lioplax cyclostomaformis
Lioplax cyclostomaformis је пуж из реда Architaenioglossa и фамилије Viviparidae.

## Угроженост
Ова врста се сматра рањивом у погледу угрожености врсте од изумирања.

## Распрострањење
Сједињене Америчке Државе су једино познато природно станиште врсте.

## Станиште
Станиште врсте су слатководна подручја.